# Liste der Bodendenkmale in Remlingen-Semmenstedt
In der Liste der Bodendenkmale in Remlingen-Semmenstedt sind die Bodendenkmale der niedersächsischen Gemeinde Remlingen-Semmenstedt aufgeführt. Die Quelle ist der Denkmalatlas Niedersachsen.
- Diese Liste erhebt keinen Anspruch auf Vollständigkeit.
- Die Angaben ersetzen nicht die rechtsverbindliche Auskunft der zuständigen Denkmalschutzbehörde.
- Es sind nur Daten aus dem Denkmalatlas verarbeitet.
- Der Stand der Liste ist der 8. Juni 2025.

Remlingen-Semmenstedt im Landkreis Wolfenbüttel

## Allgemein
In den Spalten finden sich folgende Informationen des Bodendenkmales:
| Lage         | geographische Koordinaten                                                           |
| Bezeichnung  | Bezeichnung lt. Denkmalatlas                                                        |
| Beschreibung | Beschreibung lt. Denkmalatlas                                                       |
| ID           | Objekt-ID                                                                           |
| Bild         | Bild, ggf. zusätzlich mit Link zu weiteren Fotos im Medienarchiv Wikimedia Commons. |

## Groß Biewende
| Lage                        | Bezeichnung              | Beschreibung | ID       | Bild |
| --------------------------- | ------------------------ | --- | -------- | ---- |
| 52° 5′ 54″ N, 10° 36′ 49″ O | Groß Biewende 1, Wüstung | Zahlreiche minimale Bodenerhöhungen erkennbar. Laut Eintrag in TK 25 "Neindorf". In Karte Ld. BS. 18. Jh. eingetragen als Wüstung Kraut-Neindorf mit bekannter Dorfstelle. Weitere Flurbezeichnungen in der Umgebung nehmen Bezug auf die Wüstung Neindorf (z.B. "Neindorfer Feld" und besonders "Zwischen den Dörfern" zwischen der Wüstung und dem Dorf Groß Biewende). | 28955369 | BW   |